# Darwinsaurus
Darwinsaurus is een geslacht van plantenetende ornithischische dinosauriërs, behorend tot de Euornithopoda, dat tijdens het vroege Krijt leefde in het gebied van het huidige Engeland. De enige benoemde soort is Darwinsaurus evolutionis.

## Vondst en naamgeving
In het begin van de negentiende eeuw werden in de Shorden Quarry bij Shornden nabij Hastings in East Sussex resten gevonden van grote euornithopoden. Deze fossielen werden in 1842 gemeld door Richard Owen en in 1889 door Richard Lydekker toegewezen aan Iguanodon fittoni. In 2010 werden ze door David Bruce Norman toegewezen aan Hypselospinus.
In 2012 werden ze door Gregory S. Paul benoemd als het aparte geslacht en soort Darwinsaurus evolutionis. De geslachtsnaam eert Charles Darwin. De soortaanduiding verwijst naar de evolutietheorie, zowel omdat Darwin daar een invloedrijke versie van ontwikkelde als om het feit dat de verwanten van Darwinsaurus volgens Paul een grote evolutionaire variatie vertoonden, een reden voor hem om het niet met de toewijzingen van Lydekker en Norman eens te zijn.
Paul baseerde de soort op een reeks syntypen uit de Wadhurst Clay van de Lower Wealden Formation die dateert uit het onderste Valanginien. Deze betreffen de specimina NHMUK R8131, R1833, R1835 en R1836. NHMUK R8131, 1833 en 1835 komen wellicht van een enkel individu. NHMUK R8131 is een onderkaak. NHMUK R1833 omvat bekkenmateriaal. Problematisch is dat Paul NHMUK R1832 niet vermeldt, hoewel hij dat in en eerdere publicatie wel deed en het eronder vervatte materiaal uit een voorpoot wel beschrijft in de diagnose en daarnaast illustreert. Volgens Norman gaat het bij NHMUK 1836 om een geheel ander dier uit een andere formatie en kan het taxon alleen daarom al niet geldig zijn.

## Beschrijving
Darwinsaurus is een middelgrote iguanodont.
Paul gaf de volgende diagnose. Het dentarium van de onderkaak is recht. Er is een verlengd diasteem aanwezig tussen de hoornbek en de tandrijen. Het dentarium is ondiep onder het diasteem en dieper onder de tandrij. De voorste dentaire tanden zijn verkleind. De voorpoot is erg robuust. De processus olecrani van de ellepijp is goed ontwikkeld. Sommige carpalia zijn erg groot. De middenhandsbeenderen zijn tamelijk verlengd. De duimstekel is massief gebouwd. Een probleem met deze diagnose is dat zij identiek is aan Pauls diagnose voor Mantellodon.
De vorm van het diasteem is een twistpunt tussen Paul en Norman. Uit de huidige toestand van het fossiel is het niet mogelijk direct de lengte van het diasteem te bepalen. Paul stelt dat de illustratie door Lydekker een lang diasteem toont, met een afwijkend kleine complete tand erin samen met drie of vier even kleine voorste tanden, en dat het fossiel later beschadigd is geraakt. Norman meent juist dat door beschadiging de hoogte is verminderd, wat een schijn van langwerpigheid suggereert en dat de vermeende kleine tanden de resten moet zijn geweest van normale grote tanden.

## Fylogenie
Paul stelde dat Darwinsaurus basaal in de Iguanodontia staat, echter zonder een exacte cladistische analyse uit te voeren.